# Liste von Persönlichkeiten aus Curio TI
Diese Liste enthält in Curio im Kanton Tessin geborene Persönlichkeiten und solche, die in Curio ihren Wirkungskreis hatten, ohne dort geboren zu sein. Die Liste erhebt keinen Anspruch auf Vollständigkeit.

## Persönlichkeiten
(Sortierung nach Geburtsjahr)
- Familie Avanzini  (auch de Avanzino, de Vanzino) aus dem Malcantone[1]
  - Giorgio Avanzini (* um 1400 in Curio; † um 1450 ebenda), Rechtsanwalt, Notar[1]
  - Giovanni Pietro Avanzini (* um 1480 in Curio; † nach 1520 in der Toskana), Bildhauer[2]
  - Giovanni Antonio Avanzini (* um 1485 in Curio; † nach 1528 ebenda?), Bildhauer[3]
  - Federico Avanzini genannt Bareta (* 1514 in Curio; † nach 1528 ebenda?), Bildhauer[4][1]
  - Pietro Giovanni Avanzini (* 1771 in Curio; † 1832 in Sankt Petersburg), Maler[5]
  - Pietro Avanzini (* 26. Juni 1807 in Curio; † 23. Februar 1891 ebenda), Arzt und Politiker[6]
  - Rosa Avanzini-de Marchi (* 1811 in Curio TI; † 31. März 1889 ebenda), Schriftstellerin, Dichterin[7]
  - Achille Avanzini (* 11. Oktober 1843 in Bombinasco Fraktion der Gemeinde Curio; † 12. September 1890 in Astano), Sekundarlehrer, Wohltäter, Autor[8]
  - Pietro Giuseppe Avanzini (* 16. März 1848 in Curio; † 15. Mai 1896 ebenda), Rechtsanwalt und Notar, Tessiner[1]
  - Pietro Adeodato Avanzini (* 1889 in Curio; † 2. Juli 1973 in Toskana), Philosoph, Maler, Radrennfahrer[1]

- Architektenfamilie Visconti. [9][10][11]

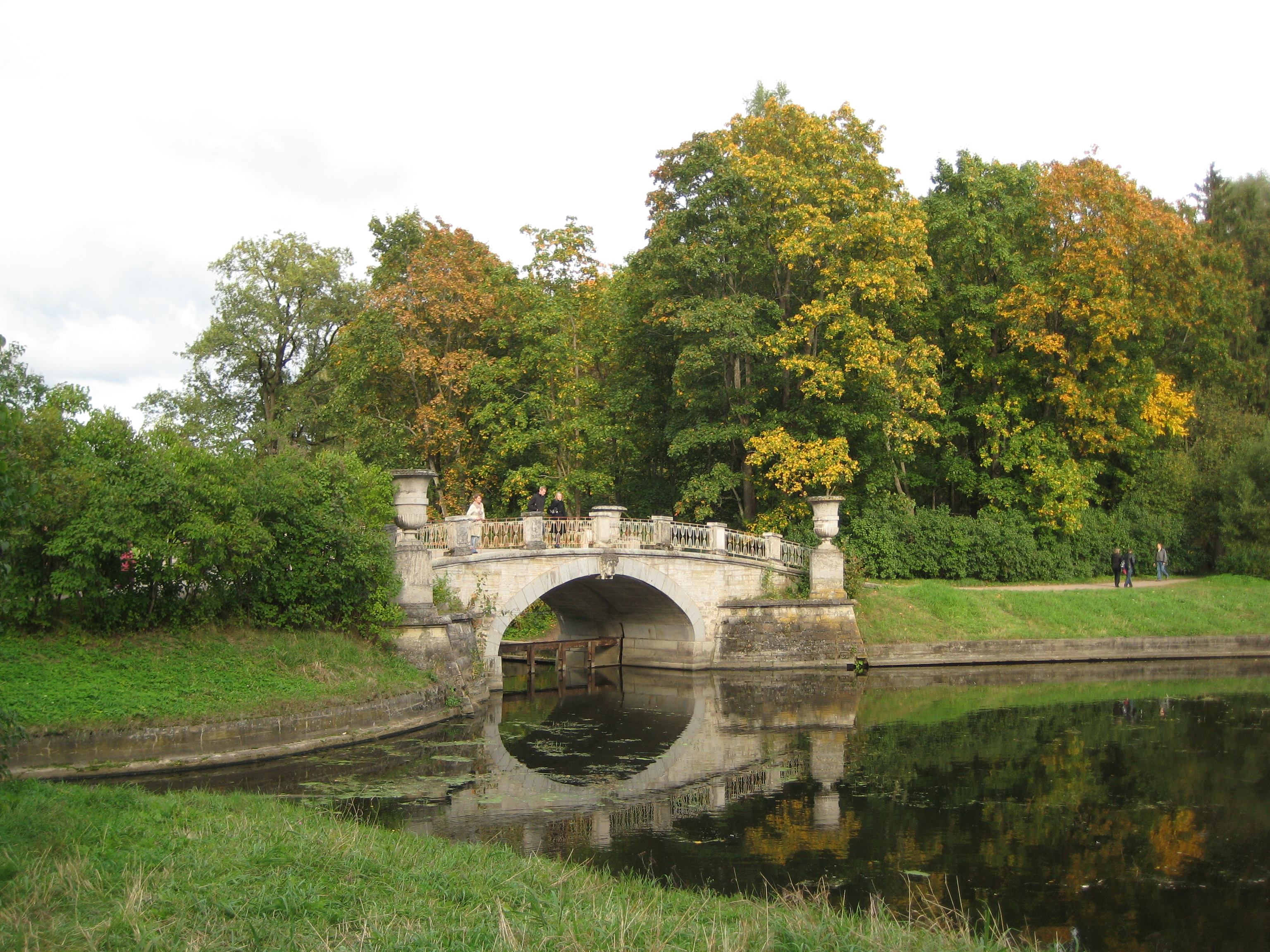
Placido Visconti Brücke in Pawlowsk Park

  - Giovanni Morando Visconti (* 1652 in Curio; † 1717 in Alba Iulia) Festungsbaumeister[12][11]
  - Placido Visconti (* 1741 in Curio; † 1823 in Sankt Petersburg), Architekt arbeitete für Katharina II. und Paul I. (Russland) und errichtete mehrere Bauten in Gattschina und Pawlowsk (Sankt Petersburg). Die Brücke des kaiserlichen Parks in Pawlowsk trägt seinen Namen[9][10][11]
  - Pietro Santo Visconti (* 1752 in Curio; † 1819 ebenda), Bruder des Placido, Architekt in Pawlowsk, Rat und Hauptmann von Zar Paul I. ernannt[13][9][10][11]
  - Davide Daniele Visconti (* 15. Oktober 1772 in Curio; † 2. Januar 1838 in Sankt Petersburg), Sohn des Placido, Architekt wirkte 1787 am Bau des Palastes von Peterhof mit und baute 1825 die katholische Kirche von St. Stanislas. Inhaber hoher Orden, Kaiserlicher Rat, 1833 in Russland naturalisiert und geadelt 1834.[9][14][11]
  - Carlo Domenico Visconti (* 1775 in Curio; † 16. Oktober 1852 ebenda), Sohn des Placido, Architekt, arbeitete an den Bauten von Gatschina und an den Kasernen von Ingerburg mit; in Curio gründete er eine Zeichenschule. Grosser Rat (Tessin) 1827–1834[9][11]
  - Pietro Visconti (* 1781 in Curio; † 1843 in Sankt Petersburg), Architekt[9][10][11]
  - Giovanni Antonio Visconti (* 1782 in Curio; † 1875 ebenda), Sohn des Pietro Santo, besorgte den Neuaufbau der Festungen von Alessandria und die Anlagen der Strassen und Brücken von Acqui Terme[9]
  - Placido Visconti (* 1827 in Curio; † 1900 ebenda), Sohn des Carlo Domenico, Architekt beteiligte sich am Bau mehrerer Eisenbahnlinien in der Schweiz und im Auslande, war 20 Jahrelang Zeichenlehrer in Curio[9][10]
  - Alessandro Visconti (* 5. Dezember 1810 in Sankt Petersburg; † 1860 ?), Sohn des Davide, Brigadiergeneral der Kaiserlich Russischen Armee[9]
  - Giovanni Visconti (* 1863 in Curio; † 1903 ebenda), Enkel des Giovanni Antonio, Ingenieur[9][15]

- Künstlerfamilie Notari. 
  - Antonio Notari (* um 1660 in Arogno ?; † nach 1705 in Curio), Baumeister
  - Andrea Notari (* um 1725 in Curio; † nach 1780 in Curio), Architekt

- Familie Banchini. 
  - Giacomo Banchini (* um 1555 in Curio; † nach 1597 ebenda), Maler[16]
  - Domenico Banchini (* um 1600 in Curio; † nach 1688 ebenda), Maler[17]
  - Francesco Banchini (* um 1620 in Curio; † um 1670 in Asti ?), Stuckateur und Maler[18]

- Domenico Pedrotta (* 1731 in Curio; † 11. Juli 1813 ebenda), Architekt[19][20]

- Familie Buzzi-Cantone. [21]
  - Giovan Battista Buzzi-Cantone (1825–1898), ein Schweizer Pädagoge und Herausgeber.
  - Alfredo Buzzi-Cantone (* 3. August 1854 in Curio; † 31. Oktober 1892 in Lugano), Arzt, Redaktor[22]
  - Fausto Buzzi-Cantone (* 21. Mai 1858 in Curio; † 6. Januar 1907 in Novaggio), Arzt, Politiker[23]

- Familie Corti. 
  - Faustino Corti (* 5. November 1856 in Curio; † 1926 in Mangaluru), Priester, Missionar in Indien[24]
  - Pompeo Corti (* 2. Juni 1898 in Curio; † 19 giugno 1979 ebenda), Geistlicher, Pfarrer von Cavigliano von 1926 bis 1939[25]

- Ferdinando Andina (* 1883 in Curio; † 1960 ebenda), Priester, Chorherr, Autor[26]
- Giacomo Facchinetti (* 25. Januar 1897 in Cureggia; † 20. April 1932 bei Puno), Globetrotter[27][28]
- Ermanno Medici (* 1910 in Meride; † 10. Dezember 1994 in Curio), Pfarrer, Lokalhistoriker, Autor
- Pio Edo Cassina (* 16. Mai 1915 in Curio; † 1995 in Rossura), Kunstmaler, Zeichner, Restaurator schuf Fresko und Landschaften; Zeichenlehrer im Gymnasium von Lugano[29]
- Andrea Oscar Braendli (* 15. Januar 1950 in Mailand; † 9. August 2009 in Curio), Künstler, Maler, schuf Kleinformatige Aquarelle, Notizbücher[30]
- Silvio Giamboni (* 15. Februar 1951 in Curio), Sekundarlehrer, Musiker und Lokalhistoriker: Un globetrotter del Malcantone. Giacomo Facchinetti da Curio.[31]